# Океанская гребля

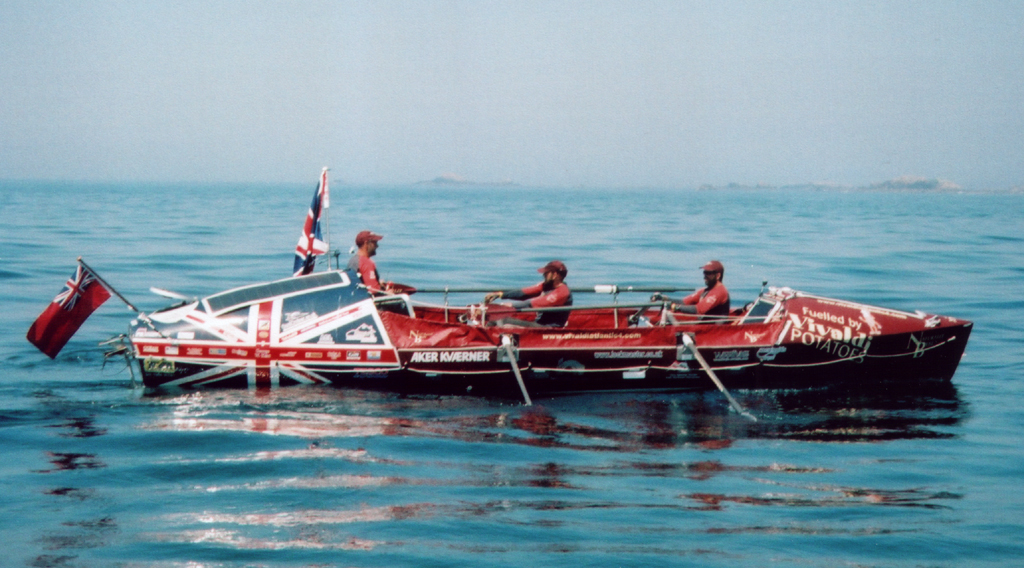
Команда «Вивальди Атлантик» подходит к островам Силли.

Океанская гребля — это вид спорта, представляющий собой хождение по океанским водам на весельных судах. Суда для океанской гребли могут вмещать от 1 до 16 человек, однако наиболее распространены размеры лодок, рассчитанные на 1, 2 или 4 человек.

## Пересечение Атлантического океана на вёсельном судне
Первым намеренно пересеченным на весельном судне океаном  стал  Атлантический океан.  Два норвежца, Фрэнк Самуэльсон и Джордж Харбо,  6 июня 1896 года  стартовали из Бэттери-Парка (о. Манхэттен)  и спустя 55 дней и 13 часов успешно добрались до архипелага Силли (Великобритания).  Их путь составил 3250 морских миль, или 6020 км.  Оттуда они  (также на веслах) поплыли в Гавр (Франция).
Первым, кто в одиночку отправился через океан на весельном судне, был британец Джон Фэрфакс. В 1969 году он проделал путь от острова Гран-Канария (Канарские острова) до Холливуд Бич (Флорида), который занял 180 дней. В том же году  британец Том Маклин, стартовав из провинции Ньюфаундленд (Канада), добрался на весельной лодке до залива Блэксод (Ирландия). Несмотря на то, что он стартовал на четыре месяца позже Фэрфакса, Маклин финишировал 8-ю днями раньше (27 июля), тем самым став первым гребцом, в одиночку пересекшим океан.
Кэтлин и Кёртис Сэвиль (Kathleen and Curtis Saville) в 1981 году стали первыми американскими гребцами, пересекшими Атлантический океан от города Касабланка до Антигуа. Кэтлин также стала первой женщиной, переплывшей Северную Атлантику на весельной лодке.
Амир Клинк (Amyr Klink) стал первым, кто переплыл Южную Атлантику на весельном судне. Он стартовал из порта Людериц (Намибия) 10 июня 1984 года и спустя 100 дней финишировал  18 сентября в городе Сальвадор (Бразилия).
3 декабря 1999 года американка Тори Мерден стала первой женщиной, переплывшей океан на весельной лодке в одиночку. Стартовала с Тенерифе (Канарские острова) и финишировала в регионе Гваделупа, затратив на путешествие 81 день.
В марте 2006 канадка Джули Вафей стала первой женщиной, пересекшей Атлантический океан от материка до материка.
10 июля 2005 года команда под названием «Вивальди Атлантик», состоящая из четырех человек (Найджела Морриса, Джорджа Рока, Стива Доусона и Роба Манслоу) установила новый рекорд: самый быстрый заплыв на весельном судне  без получения поддержки. Команда стартовала из города Сент-Джонс (Ньюфаундленд и Лабрадор) и финишировала пересечением долготы скалы Бишоп (Великобритания). Отправились в путь 31 мая 2005 года и финишировали 10 июля 2005,  затратив 39 дней и 22 часа на дорогу (1850 морских миль). Этот рекорд попал в Книгу Рекордов Гиннеса. Также команда «Вивальди Атлантик» стала первой «четверкой»,  когда-либо пересекшей Северную Атлантику с Запада на восток.
Самый быстрый заплыв от берегов США до Англии был совершен в 2005 году командой, состоявшей из четырех голландцев (Гииса Гроеневельда, Роберта Хоэве, Яапа Коомена, Мартена Стааринка). Они покинули Нью-Йорк 27 мая и пересекли долготу скалы Бишоп 60 днями, 16 часами и 19 минутами позже. Этот рекорд был побит Левеном Брауном и его командой в 2010 году. Их лодка «Артемис Инвестмент» вышла из Нью-Йорка 17 июня 2010 года и финишировала у Сент-Мэри (архипелаг Силли) 31 июля 2010, затратив 43 дня 21 час 26 минут 48 секунд.  Этот рекорд за длинный путь в 2850 морских миль и оригинальный маршрут через Северную Атлантику остался непобитым. За время путешествия команда дважды попадала в шторм.
Французский исследователь и искатель спортивных приключений Чарльз Хедрич (Charles Hedrich) установил новый рекорд: в одиночку пересек Атлантику, стартовав из города Дакар и финишировав у берегов Бразилии, за 36 дней и 6 часов. Он также является первым человеком, в одиночку переплывшим Атлантику туда и обратно без поддержки. Путешественник  стартовал у берегов Сен-Пьер и Микелон, доплыл до Канарских островов, после чего развернулся с востока на запад и финишировал у берегов острова Мартиника. Экспедиция продлилась в целом 145 дней и 22 часа.
14 июня 2007 года Бхавик Ганди стал первым азиатом, в одиночку и без получения поддержки переплывшим Атлантический океан от Испании до Антигуа на весельной лодке. Это путешествие длилось 106 дней.
В 2010 году Кэти Спотс стала самой молодой из гребцов, переплывавших океан, проделав на весельной лодке путь в 2817 морских миль (5217 км) всего за 70 дней. Старт - Дакар (Сенегал), финиш -  Джорджтаун (Гвиана). Возраст 22 года.
20 января 2004 года Павел Резвой в одиночку переплыл Атлантику с востока на запад. На тот момент ему было 65 лет, что делает его самым старым из гребцов, переплывавших океан.
Самое быстрое пересечение Атлантики на весельном судне было проделано командой из 6 человек на тримаране «Hallin Marine». Путешествие длилось 31 день, 23 часа, 31 минуту. Средняя скорость: 3.342 узла.
На настоящий момент мировой рекорд за самую высокую скорость при пересечении Атлантики на весельном судне принадлежит экипажу лодки «Sara G», состоявшем из 6 человек. Команда переплыла океан от Марокко до Вест-Индии  за 33 дня 21 час 46 минут. Средняя скорость движения: 3.386 узлов.

## Трансатлантические гонки
Гребля через Атлантический океан обрела популярность после того, как Сэр Чарльз Блайс организовал Атлантическую гонку на гребных судах в 1997 году. Эта регата стартовала от Канарских островов и заканчивалась в Вест-Индии. Примерное расстояние: 2550 морских миль (4700 км). С тех пор трансатлантические регаты проводятся примерно каждые 2 года.

## Пересечение Тихого океана на вёсельной лодке
После своей успешной попытки переплыть Атлантику на весельной лодке Джон Фэрфакс предпринял новое путешествие. 26 апреля 1971 он и Сильвия Кук стартовали из залива Сан-Франциско (Калифорния) и после трех остановок (в Мексике, на острове Табуаэран и на острове Онотоа (острова Гилберта)  22 апреля 1972 года закончили свое путешествие на острове Хайман (Австралия). Путешествие длилось 361 день. Сильвия Кук стала первой женщиной, когда-либо переплывшей океан на гребном судне.
В 1976 году Патрик Квеснел завершил свое путешествие на весельном судне от штата Вашингтон до Гавайских островов. Путь в 2200 морских миль (4100 км) был проделан за 114 дней.
Первым, кто пересек Тихий океан в одиночку, стал британец Питер Бёрд. Стартовал 23 августа 1982 года из залива Сан-Франциско и 14 июня 1983 года в полумиле от Большого Барьерного рифа был спасен одним из кораблей Военно-Морского Флота Австралии.  Вместе с тем, в виду того что он был  близко от финиша (26 морских миль), прежде чем был взят на буксир, рекорд Питера Бёрда был принят. Позже он неоднократно пытался переплыть Тихий океан в другом направлении (от России до США). Погиб в одной из этих попыток.
Кэтлин и Кёртис Сэвиль стали первыми, кто переплыл Тихий океан на весельной лодке от берегов Южной Америки (Кальяо, Перу)  до Австралии (Кэрнс) в 1984-1985. Кэтлин стала первой женщиной, переплывшей два океана (Атлантический и Тихий) на весельной лодке по данному маршруту.
Британец Джим Шекдар пересек Тихий океан, закончив путешествие 30 марта 2001 года у берегов Австралии. Это достижение вызвало споры. Одними Джим Шекдар признается первым, кто в одиночку завершил пересечение Тихого океана. Другие осуждают путешественника за то, что тот не проявил должного уважения по отношению к Питеру Бёрду, назвав себя первым, кто переплыл Тихий океан на весельной лодке.
Розалинд Сэвидж проплыла на весельной лодке от Сан-Франциско до Гавайских островов в 2008 (первая женщина, сделавшая это в одиночку), далее от Гавайев до атолла Тарава, а затем до Папуа Новой Гвинеи, став по окончании путешествия 2010 году первой женщиной, в одиночку переплывшей Тихий океан на весельном судне.
Крис Мартин и Мик Доусон проплыли на 2-местной весельной лодке от Тёси (Япония) до залива Сан-Франциско в 2009. Путешествие заняло 189 дней. Стали первой командой, пересекшей Северный Тихий океан на весельной лодке.
С 10 июля 2007 года до 17 мая 2008 Эрден Эруч проплыл от побережья Калифорнии на запад 312 дней без остановки, став первым человеком, проведшим наибольшее количество дней в океане. Позже Эруч закончил свое кругосветное путешествие на весельной лодке в 2012 году, став первым человеком, пересекшим три океана (Тихий, Индийский и Атлантический).
С 22 декабря 2013 года по 31 мая 2014 Федор Конюхов в одиночку пересек Тихий океан в Южном полушарии, не заходя ни в какие порты и не получая поддержку. Стартовал из чилийского порта Конкон и финишировал в штате Квинсленд (Австралия). Прошел дистанцию в  17408 км (9400 морских миль) за 160 дней. Рекорд утвержден Обществом Океанских Гребцов в Англии.
26 декабря 2015 года 53-летний британец Джон Биден стал первым, кто успешно пересек Тихий океан в режиме нонстоп без посторонней поддержки, стартовав от берегов Северной Америки и финишировав в Австралии. Преодолел 7400 морских миль за 209 дней.

## Большая Тихоокеанская гонка
В июне 2014 года была организована первая в истории океанской гребли тихоокеанская регата гребных судов. Стартовала из города Монтерей (Калифорния) и финишировала в Гонолулу (Гавайи). Гонка состоялась благодаря усилиям организации «New Ocean Wave», руководители которой (Крис Мартин и Роз Сэвидж) опытные гребцы.
13 команд приняли участие в Большой Тихоокеанской гонке: 3 двойки, 6 команд, состоящих из 4 человек и 4, плывущих соло. В гонке было представлено 10 национальностей. Из-за организационных сложностей некоторые команды не успели пройти обязательный техосмотр до старта, поэтому было принято решение провести раздельный старт. Команды, прошедшие техосмотр, стартовали 9 июня. Остальные – 18 июня. Плохая погода заставила нескольких участников сняться с дистанции в первые же дни регаты.
Из 13-ти команд-участниц 7 с успехом закончили гонку в Гонолулу. Победителем гонки стала команда-«четверка» «United Nations», члены которой были выходцами из разных стран: Голландии, Новой Зеландии, Южной Кореи и Великобритании. Время их путешествия составило 43 дня 5 часов 30 минут. Второе место заняла команда «Battleborn», которая финишировала лишь 14-ю часами позже победителя состязания. Четверка «NOMAN», занявшая третье место, затратила 53 дня 23 часа 43 минуты на путешествие.
Оставшиеся четверки «Pacific Warriors» и «Boatylicious» уже подходили к Гавайям, когда ураган Изель стал реальной угрозой. Яхта, оказывавшая поддержку участникам соревнования, взяла эти две лодки на буксир до Оаху. Обе команды прибыли к финишу в целости и сохранности, избежав встречи с ураганом, налетевшем на острова чуть позже в тот же день.
Последней лодкой, достигшей финиша была «СС4 Pacific». Поскольку они были в нескольких сотнях миль позади лодки «Boatylicious», они миновали ураган «Изель». Организаторы состязания все же попросили экипаж «СС4 Pacific» развернуть свой парашют, чтобы те не попали в ураган «Хулио», следовавший за ними в опасной близости. И хотя «СС4 Pacific» и не удалось избежать шторма, тем не менее, все обошлось благополучно и двойка добралась до финиша, затратив 75 дней 9 часов 25 минут.
Единственный гребец-одиночка, оставшийся в открытом океане, Эльза Хэммонд, была в конце концов эвакуирована яхтой, сопровождающей участников, поскольку ее лодка сильно сбилась с курса и была примерно в 60 морских милях от Гваделупы (Мексика) после 52 дней в море.

## Пересечение Индийского океана на вёсельной лодке
Первым, кто пересек Индийский океан на весельной лодке, стал швед Андерс Сведлунд. Он начал свое путешествие от города Кальбари в западной части Австралии 29 апреля 1971 года и финишировал неподалеку от города Анциранана (Мадагаскар) 23 июня. Время пути составило 64 дня.
Сара Оутен, 24-летняя британка, начала свой путь на весельной лодке через Индийский океан из города Фримантл (Австралия) 1 апреля 2009 года. 124 днями позже, 3 августа, она закончила свое путешествие на острове Маврикий. Стала первой женщиной, в одиночку переплывшей Индийский океан на весельном судне.
Первый рекорд за самое быстрое пересечение Индийского океана принадлежит экипажу лодки «Audeamus», состоявшему из 8 человек. Их путешествие заняло 58 дней. Команда: Бернард Фиссет (Бельгия), Дуг Туминелло, Брайан Флик Анджела Мэдсен (США), Хелен Тэйлор, Иэн Кауч, Саймон Чок и Пол Кэннон (Великобритания). «Audeamus» - первая лодка, переплывшая Индийский океан не получая поддержки.
Первая женская команда, переплывшая Индийский океан на весельной лодке, стартовала из Австралии 19 апреля 2009 года. Время пути: 78 дней. Это путешествие являлось частью состязания «Woodvale Indian Ocean Race», по итогам которого они заняли второе место. Экипаж: Фиона Уолтер, Сара Дафф, Эллин Дэвис и Джоанна Джэксон.
19 апреля 2009 года Эндрю Делании и Гай Уотс начали свой заплыв через Индийский океан из города Джералдтон (Австралия) и финишировали на острове Маврикий.
Стартовав 13 июля 2010 года и финишировав 20 апреля 2011, Эрден Эруч переплыл Индийский океан, что было частью его кругосветного путешествия на весельной лодке.
5 августа 2013 года Максим Чайа (Ливан), Стюарт Кершоу (Англия) и Ливар Нистед (Фарерские острова) достигли Маврикия спустя 57 дней 15 часов 49 минут после старта из Джералдтона (Австралия). Поставили новый рекорд по скорости, побив предыдущий, принадлежавший команде «Audeamus».. Также это трио стало первой командой, состоящей из 3 человек, переплывшей Индийский и любой другой океан на весельной лодке.
Рекорд за самое быстрое пересечение Индийского океана был установлен в 2014 году экипажем лодки «Avalon» (команда: Левен Браун, Джейми Дуглас-Гамильтон, Тим Спитери, Фиан Пол, Кэмерон Беллами и Хэзер Рис-Гонт). Старт из Джералдтона (Австралия), финиш на  острове Маэ (Сейшельские острова). Время пути составило 57 дней 10 часов 58 минут. Расстояние: 600 морских миль. Средняя скорость 2.65 узлов.